# VM i atletik 2025
VM i atletik 2025 vil være den 20. udgave af verdensmesterskaberne i udendørs atletik, der skal afholdes på Nationalstadionet i Tokyo, Japan, mellem den 13. og 21. september 2025.
Det er tredje gang Japan vil afholde VM i atletik-mesterskaberne, efter at Osaka afholdte i 2007 og selvsamme Tokyo i 1991.